# 고바야시 마사미쓰
고바야시 마사미쓰(일본어: 小林 成光, 1978년 4월 13일 ~ )는 일본의 전 축구 선수이다.

## 구단 경력
과거 FC 도쿄, 사간 도스, 도치기 SC에서 활동하였다.